# Pigne d'Arolla
Le Pigne d'Arolla est un sommet de 3 781 mètres d'altitude situé dans les Alpes valaisannes au-dessus d'Arolla. Son point culminant constitue un belvédère réputé.

## Toponymie
Selon la tradition locale, Pigne proviendrait de pigno, c’est-à-dire « peigne » en patois du val d’Hérens. Cette métaphore s’inspirerait  de la forme allongée de la montagne, dont les pentes sont rayées de cannelures, rappelant vaguement les peignes que les paysannes utilisaient pour fixer leurs cheveux,.

## Géographie
Mesuré à 3 796 mètres en 1990, son sommet s'est abaissé progressivement pour atteindre 3 781 mètres en 2023,.

## Histoire
- 1865 - Première ascension par Jakob Anderegg avec Horace Walker et  A.W. Moore par le col du Brenay et le versant ouest, le 9 juillet[6].
- 1866 - Joseph Gillioz avec J.H. Isler par le col des Vignettes et le versant est, le 24 août.
- 1889 - Jean Maître avec Alfred G. Topham, par la face nord, le 5 août.

## Activités

### Alpinisme

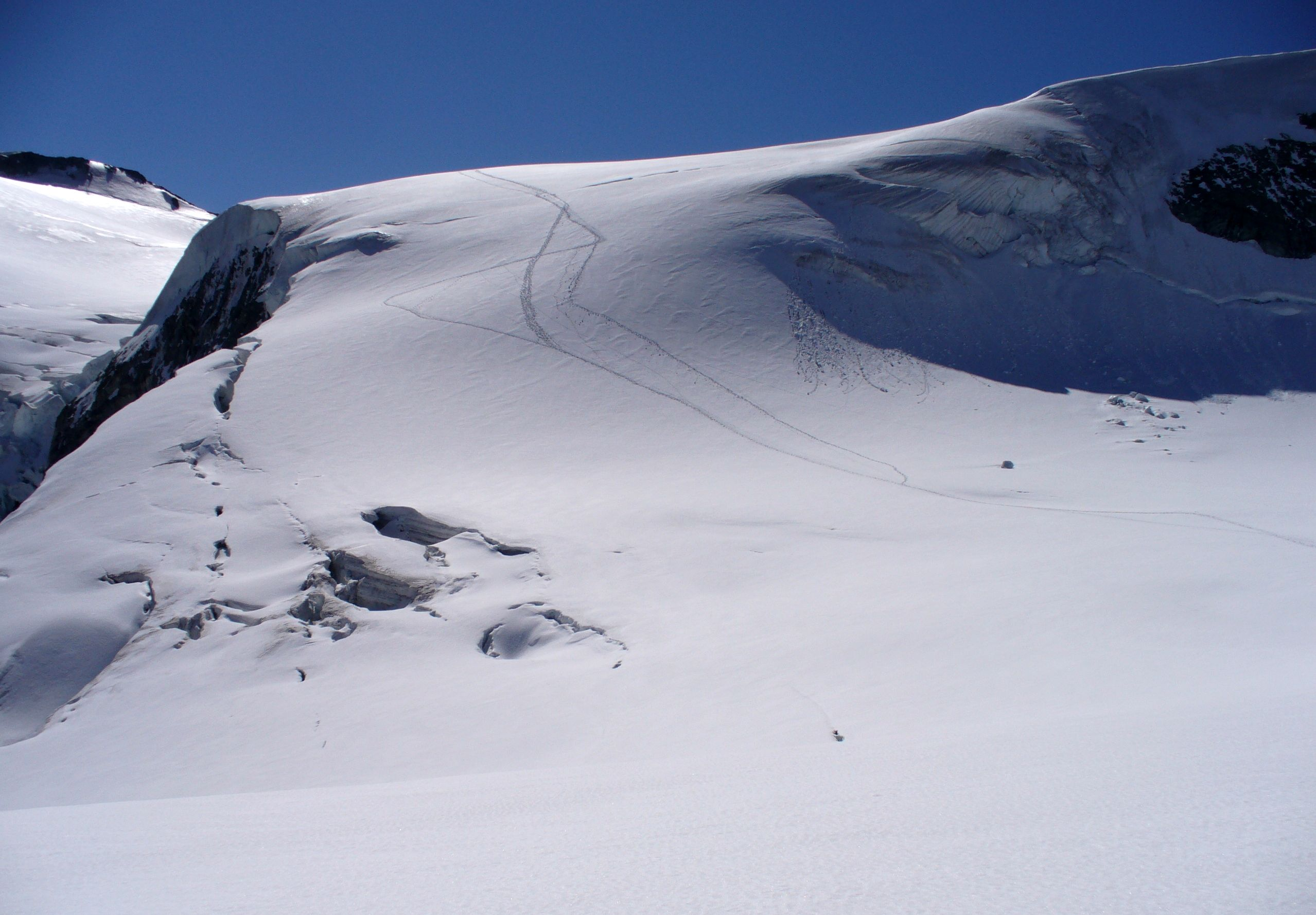
Pigne d'Arolla, passage appelé « mur de la Serpentine » sous le col du Brenay (voie de la 1re ascension).

L’ascension se fait habituellement au départ d’Arolla, en passant :
- soit par la cabane des Vignettes (3 158 m) située près du col des Vignettes, que l’on atteint en remontant la moraine du glacier de Tsijiore Nouve puis le glacier de Pièce ;
- soit par la cabane des Dix (2 928 m), érigée sur un mamelon au-dessus du glacier de Cheilon, que l’on atteint par le col pédestre du Pas-de-Chèvre (2 855 m), équipé d’échelles.

La traversée d’une cabane à l’autre, via le sommet du Pigne, se fait couramment. Elle constitue d’ailleurs une étape classique de la Haute Route Chamonix-Zermatt, tant en été qu’en saison de ski.

### Ski
En saison, le Pigne d’Arolla est très prisé par les amateurs de ski de randonnée et de hors-piste. La dépose par hélicoptère au sommet reste autorisée.